# Paisatge romà
Paisatge romà és una pintura sobre taula feta per Enric Serra Auqué el 1888 conservada a la Biblioteca Museu Víctor Balaguer, amb el número de registre 177 d'ençà que va ingressar el 26 de novembre de 1888, donada al museu pel mateix artista.
Representa un paisatge romà a la posta de sol. Els dos terços inferiors de la composició són ocupats per un llac envoltat de matolls i troncs d'arbres, d'entre els quals destaquen els dos arbres de l'angle superior esquerre de la pintura. Al centre del lateral esquerre de la composició hi ha una barca.
Al quadre hi ha la inscripció "Enrique Serra"; "1888"; "Al eminente poeta e ilustre estadista/Excmo. Sr. Víctor Balaguer/Enrique Serra 1888.".